# Oberschallemich
Oberschallemich ist ein Wohnplatz in Oberodenthal in der Gemeinde Odenthal  im Rheinisch-Bergischen Kreis.

## Lage und Beschreibung
Oberschallemich ist eine Siedlung an einer Stichstraße an der Verbindungsstraße von Eikamp und Schallemich.

## Geschichte
In einer Zehntliste von 1602 ist das Gut Oberschallenberg als Teil der Honschaft Scherf verzeichnet. Die Topographia Ducatus Montani des Erich Philipp Ploennies, Blatt Amt Miselohe, belegt, dass der Wohnplatz 1715 als Zweihof kategorisiert wurde und ohne Namensnennung gezeichnet wurde.
Carl Friedrich von Wiebeking benennt die Hofschaft auf seiner Charte des Herzogthums Berg 1789 als Scharrenberg. Aus ihr geht hervor, dass Oberschallemich zu dieser Zeit Teil von Oberodenthal in der Herrschaft Odenthal war.
Unter der französischen Verwaltung zwischen 1806 und 1813 wurde die Herrschaft aufgelöst. Oberschallemich wurde politisch der Mairie Odenthal im Kanton Bensberg zugeordnet. 1816 wandelten die Preußen die Mairie zur Bürgermeisterei Odenthal im Kreis Mülheim am Rhein. 
Der Ort ist auf der Topographischen Aufnahme der Rheinlande von 1824 als Ober Schallmich und auf der Preußischen Uraufnahme von 1840 ohne Namen verzeichnet. Ab der Preußischen Neuaufnahme von 1892 ist er auf Messtischblättern regelmäßig als Oberschallemich oder ohne Namen verzeichnet. 
| Jahr | Einwohner | Wohn- gebäude | Kategorie | Bemerkung                                |
| ---- | --------- | ------------- | --------- | ---------------------------------------- |
| 1830 |           |               |           | wahrscheinlich unter Schallemich gezählt |
| 1845 |           |               |           | wahrscheinlich unter Schallemich gezählt |
| 1871 | 12        | 2             | Hofstelle |                                          |
| 1885 | 13        | 2             | Ortschaft | gen. Ober Schallemich                    |
| 1895 | 10        | 2             | Ortschaft | gen. Ober Schallemich                    |
| 1905 |           |               | Ortschaft | wahrscheinlich unter Schallemich gezählt |